# Alingsås keramik
Alingsås Keramik var ett keramikföretag i Alingsås verksamt från 1947 till mitten av 1980-talet.
Alingsås Keramik startades 1947 av Halvard Oldberg och Hilding Canemark. Från 1952 var verksamheten förlagd till egen lokal uppförd vid Malmgatan i Holmalund. Samtidigt hade man en butikslokal vid Hagavägen. I början hade man emaljarbeten som specialitet, men övergick snart till pjäser av keramik, stengods och fajans. Man lyckades så bra att man under några år exporterade stora mängder av sitt gods till USA. 1959 hade man 18 personer anställda, som mest fanns 70 anställda vid företaget.
Några dekoratörer och konstnärer under denna tid var bland annat Tomas Anagrius (verksam vid fabriken 1962-1963). Denne hade då arbetat med Stig Lindberg på Gustavsberg. I Alingsås var han 1963-67. Ulla Winblad-Hjelmquist arbetade 1958-1967 på "keramiken" innan hon flyttade till USA, även Siv Beckman var anställd som formgivare vid fabriken. Verksamheten upphörde vid mitten av 1980-talet.
En avläggare av fabriken var NILA keramik, som 1958 startades av Nils Zehlin och Lars-Erik Eriksson som tidigare arbetat vid Alingsås Karamik. Deras verkstad låg vid Stampen men flyttades på 1960-talet till Hantverkargatan i Alingsås. Företaget hade som mest ett tiotal anställda. Verksamheten lades ned i slutet av 1970-talet.